# Vienna (sång)
Vienna är den tredje singeln från Ultravox fjärde album med samma namn (det första med Midge Ure som sångare). Singeln släpptes på Chrysalis Records den 15 januari 1981, och nådde som bäst en andraplacering på englandslistan. Av de fyra veckor Vienna var tvåa, var "Woman" av John Lennon (som nyss mördats) etta en, och "Shaddap You Face" av Joe Dolce Music Theatre etta tre veckor. År 2012 röstades Vienna fram till den bästa sång som inte blivit etta i Storbritannien.

## Bakgrund
Vienna är en syntpopballad, men med framträdande inslag av konventionella instrument som piano och violin är den ovanlig för sin genre. Andra karakteristiska inslag är synthesizer och trummaskin. Låten föddes med den trummaskinsrytm som Warren Cann tog fram, Midge Ure utarbetade texten kring den redan färdiga textraden This means nothing to me, Vienna och Billy Currie lade till piano och ett violinsolo. Låten producerades av Conny Plank, som tidigare gjort Kraftwerk berömda. Låten sades från början vara inspirerad av filmen Den tredje mannen, men Midge Ure sade senare att det bara vara något han hittat på när han tillfrågades om vad låten handlade om. Egentligen är låten en historia om en kort kärleksromans, skildrad i en mörk och olycksbådande miljö.

## Musikvideo
Musikvideon till "Vienna" är inspirerad av filmen Den tredje mannen från 1948, som utspelar sig i Wien, och den regisserades av Russell Mulcahy. Videon spelades delvis in på plats i Wien men ungefär hälften av videon filmades dock i London, huvudsakligen i Covent Garden.

## Utgivning
Vienna blev titelspår på Ultravox fjärde album (det första med Midge Ure), utgivet sommaren 1980. Skivbolaget tyckte från början att låten var för lång och långsam för att släppas som singel, men i januari 1981 utkom den som den tredje singeln från albumet och nådde en andraplats på den engelska singellistan. B-sidan på singeln, Passionate Reply, är en syntpoplåt i stil med flera av låtarna på albumet. 12"-utgåvan innehåller även Herr X, en tyskspråkig version av det Kraftwerk-influerade albumspåret Mr. X. Båda b-sidorna är inkluderade som bonusspår på senare CD-utgåvor av albumet Vienna.
Vienna blev även en stor hit i flera andra länder i Europa, bland annat etta i Nederländerna, sjua i Sverige och åtta i Österrike.

## Låtlista

### 7"
1. "Vienna" - 4:37
2. "Passionate Reply" - 4:17

### 12"
1. "Vienna" - 4:53
2. "Passionate Reply" - 4:17
3. "Herr X" - 5:49

## Coverversioner
- Gregorian gjorde år 2000 en cover på Vienna på deras album Masters of Chant.
- Det svenska rapmetalbandet Clawfinger gjorde en cover som finns med i slutet på albumet A Whole Lot of Nothing från 2001.
- Det holländska heavy metalbandet Celestial Season och den italienska darkwavegruppen Kirlian Camera har också gjort covers av den.